# سموأل بن یحیی مغربی
سموأل بن یحیی بن عباس یهودای مغربی (۱۱۳۰ بغداد — ۱۱۸۰ مراغه) ریاضی‌دان، پزشک و منجم مسلمان بود قرن ششم هجری بود. وی بر روی تعمیم بسط دوجمله ای که قبلاً ابوبکر کرجی مطرح کرده بود کارهایی انجام داد.

## زندگی
در حدود سال ۱۱۳۰ میلادی در بغداد و در خانواده‌ای یهودی به دنیا آمد. پدرش ابوالعباس یحیی مغربی نام داشت که در فاس مراکش زاده شد و به بغداد آمد. نام مادرش آنّا بود.
سموأل ابتدا به پزشکی علاقه‌مند شد و در پزشکی به مطالعه پرداخت. حدوداً سیزده سال داشت که مطالعهٔ جدی را با روش‌های محاسبهٔ هندی و جدول‌های نجومی آغاز کرد. شرایط آن زمان بغداد به گونه‌ای بود که سموأل نتوانست کسی را که توانایی تدریس ریاضیات را سوای چند مقالهٔ اول اصول اقلیدس داشته باشد، پیدا کند؛ بنابراین به تنهایی کتاب‌های دانشمندانی چون اقلیدس و ابوکامل و کرجی را مطالعه کرد.
سموأل تا هجده سالگی بر تمام آثار ریاضی در دسترس خود چیرگی یافت تا جایی که نظم منطقی کتاب اصول اقلیدس را مورد انتقاد قرار داد و به تکمیل کارهای کرجی پرداخت.
در شرح احوال خود از خوابی سخن می‌گوید که در سال ۱۱۶۳ میلادی (۵۴۲ هجری) دید و سبب اسلام آوردن او شد. زندگی او به صورت پزشکی در حال سفر سپری شد، وی از شاهزادگانی در زمرهٔ بیمارانش یاد کرده‌است.

## دستاوردها
سموأل مهم‌ترین اثر ریاضی خود، الباهر فی العلم الحساب (به معنای کتاب درخشان در محاسبه) را در نوزده سالگی نوشت. وی در این کتاب قاعدهٔ علامت‌ها را به صورت زیر بیان می‌کند:
... هرگاه عددی ناقص (منفی) را از یک عدد ناقص بزرگ‌تر از آن (یعنی، نشان دهندهٔ نقصانی بزرگ‌تر) کم کنیم تفاضل، ناقص باقی می‌ماند (مثلاً –۵ – (–۲) = –(۵–۲))، ولی در حالت عکس تفاضل آن‌ها زاید باقی می‌ماند (–۲ – (–۵) = +(۵–۲)). هرگاه عددی زاید [مثبت] را از مرتبه‌ای خالی (مرتبه‌ای که یک صفر در آن موجود است) کم کنیم، همان عدد، منتها با نقصان، باقی می‌ماند؛ ولی در صورتی که عددی ناقص را از مرتبه‌ای خالی کم کنیم، همان عدد با زیادتی باقی می‌ماند.

## آثار
۸۵ اثر از سموأل در زمینه‌های ریاضیات و نجوم و پزشکی و الهیات شناسایی شده که تعدادی از آن‌ها باقی‌مانده‌است.
برخی از کتاب‌های وی عبارتند از:
- الباهر فی علم الحساب: این کتاب مهم‌ترین تألیف ریاضی سموأل است که آن را در نوزده سالگی نوشت و از چهار مقاله تشکیل شده‌است: ۱) فی المقدمات و الضرب و القسمه و النسبة و استخراج الحدود ۲) فی استخراج المجهولات ۳) فی المقادیر الصٚم ۴) فی تقاسیم المسائل. کتاب الباهر شامل بسط جالب توجهی از آثار پیشینیان در علم جبر است که در آن مؤلف همهٔ دستورهای جبری که توسط کرجی تنظیم شده بود و نیز قاعده‌هایی که ابوکامل و سجزی و ابن هثیم و قسطابن لوقا و دیگران بیان کرده بودند جمع‌آوری کرده‌است.[۲]
- کتاب الموجز الموضوی فی الحساب
- التبصره فی علم الحساب
- القوامی فی الحساب الهندی